# Belgiens Grand Prix 2001
Belgiens Grand Prix 2001 var det fjortonde av 17 lopp ingående i formel 1-VM 2001.

## Resultat
1. Michael Schumacher, Ferrari, 10 poäng
2. David Coulthard, McLaren-Mercedes, 6
3. Giancarlo Fisichella, Benetton-Renault, 4
4. Mika Häkkinen, McLaren-Mercedes, 3
5. Rubens Barrichello, Ferrari, 2
6. Jean Alesi, Jordan-Honda, 1
7. Ralf Schumacher, Williams-BMW
8. Jacques Villeneuve, BAR-Honda
9. Heinz-Harald Frentzen, Prost-Acer
10. Jos Verstappen, Arrows-Asiatech
11. Olivier Panis, BAR-Honda
12. Enrique Bernoldi, Arrows-Asiatech
13. Tarso Marques, Minardi-European

### Förare som bröt loppet
- Jarno Trulli, Jordan-Honda (varv 31, motor)
- Jenson Button, Benetton-Renault (17, snurrade av)
- Juan Pablo Montoya, Williams-BMW (1, motor)
- Pedro de la Rosa, Jaguar-Cosworth (1, kollision)
- Nick Heidfeld, Sauber-Petronas (0, kollision)
- Kimi Räikkönen, Sauber-Petronas (0, transmission)
- Eddie Irvine, Jaguar-Cosworth (0, kollision)
- Luciano Burti, Prost-Acer (0, kollision)
- Fernando Alonso, Minardi-European (0, växellåda)